# Ján Hollý
Ján Hollý (24. březen 1785, Borský Mikuláš, Uhersko – 14. duben 1849, Dobrá Voda, Uhersko) byl slovenský básník a překladatel, povoláním katolický kněz. Ottův slovník naučný ho označuje za „nejznamenitějšího básníka slovenského ze školy Bernolákovy“, ve slovenském prostředí je někdy označován za „slovenského Homéra“.

## Život
Narodil se v rolnické rodině v Borském Mikuláši v dnešním okrese Senica jako třetí ze čtyř dětí. Gymnázium absolvoval ve Skalici a Bratislavě, v Trnavě studoval v letech 1802–1804 filosofii a v letech 1804–1808 teologii. Zde se setkal se slovenskými vlastenci (Jur Palkovič, Martin Hamuljak, Juraj Fándly) a začal se také věnovat poezii (zprvu latinské, po sporu s Jurajem Fándlym v roce 1805 začal psát i slovensky). V roce 1808 byl vysvěcen na kněze a stal se kaplanem ve vsi Pobedim. Údajně plnil své povinnosti velmi horlivě, věnoval se také literární činnosti (nedochovaná idylická lyrika, překlady Vergilia) a od r. 1812 v Hlohovci.
V roce 1814 se stal farářem ve vsi Madunice. Okolní příroda na něj velmi zapůsobila a věnoval jí mnoho svých přírodně lyrických básní (Mlieč, o dubu, pod nímž napsal většinu svých děl). Zde také vytvořil vrcholná díla své tvorby. V roce 1824 vydal své překlady antických básníků včetně překladu Vergiliovy Aeneis. Pod vlivem tohoto překládání vytvořil také vlastní velkomoravské eposy: Svatopluk (1833), Cyrillo-Medhodiada (1835) a Sláv (1839). Všechny tyto básně, a také idylické "selanky", ódy na historii slovanských zemí, katolické duchovní písně a další básně se staly velmi populárními, stal se jednou z nejvýznamnějších literárních osobností své doby.
V roce 1843 ho o všechen majetek připravil požár madunické fary, při tomto požáru byl také zraněn. Uchýlil se proto na odpočinek do Dobré Vody, kde se dále stýkal s představiteli slovenské kultury. Setkal se dokonce s tvůrci nové (štúrovské) slovenštiny, Štúrem, Hurbanem a Hodžou. Při jejich návštěvě vyslovil podporu nové štúrovské slovenštiny, byť sám až do smrti mluvil a tvořil v bernolákovštině.

## Dílo
Hlavní částí jeho díla jsou už zmiňované tři velkomoravské eposy, psané po vzoru Vergilia: Svatopluk (popisovaný jako "víťazská báseň ve dvanásti spevoch"), líčící návrat knížete Svatopluka ze zajetí a jeho boj proti uchvatiteli Slavomírovi. Jde zároveň o idealizaci křesťanského Svatopluka jakožto bojovníka proti pohanům. Cyrillo-Methodiada je líčením cyrilometodějské misie a Sláv je básnickou rekonstrukcí pohanského slovanského pravěku a bojů Slovanů proti jakýmsi Čudům. Všechny spisy Jána Hollého jsou psány v bernolákovštině a až na několik duchovních písní všechny využívají časoměrný verš, který Hollý v tomto jazyce vytvořil a dovedl k dokonalosti.